# Muhammad Umar
Muhammad Umar (ur. 30 kwietnia 1975) – pakistański zapaśnik walczący w stylu wolnym. Mistrz Igrzysk Azji Południowej w 1993, 2004; 2006 i 2010. Brązowy medalista igrzysk wspólnoty narodów w 1994 i czwarty i siódmy w 2010. Drugi na mistrzostwach Wspólnoty Narodów w 1993 i w 2009 roku.
Jest bratem zapaśników: Muhammada Alego i Muhammeda Sulemana.